# Ąžuolijos miškas
Ąžuolijos miškas este o arie protejată (sit de importanță comunitară — SCI) din Lituania întinsă pe o suprafață de 115 ha, integral pe uscat.

## Localizare
Centrul sitului Ąžuolijos miškas este situat la coordonatele 55°27′20″N 25°34′25″E / 55.4556°N 25.5736°E.

## Înființare
Situl Ąžuolijos miškas a fost declarat sit de importanță comunitară în februarie 2009 pentru a proteja un număr necunoscut de specii din flora spontană și fauna sălbatică aflate în arealul zonei.

## Biodiversitate
Situată în ecoregiunea boreală, aria protejată conține 1 habitat natural: Păduri caducifoliate bătrâne naturale hemiboreale fino-scandinave (Quercus, Tilia, Acer, Fraxinus sau Ulmus) bogate în specii epifite.
La baza desemnării sitului se află un număr nedeclarat de specii protejate.
Pe lângă speciile protejate, pe teritoriul sitului au mai fost identificate 4 specii de plante, 2 specii de nevertebrate.